# Завоевание Туниса (1574)
Завоевание Туниса Османской империей  — ключевой момент противоборства мусульманской Османской империи и Габсбургской Испании в Северной Африке. Завоевание Туниса в 1574 году привело к доминированию Османской империи в восточном и центральном Магрибе.

## Предыстория
Османский флотоводец Хайр-ад-Дин Барбаросса с помощью местных повстанцев захватил Бизерту, Ла-Гулетт и Тунис ещё в 1534 году, и при содействии французской короны во время регулярных вылазок оттуда жёг и грабил города на побережье Италии. Император Священной Римской империи Карл V объявил крестовый поход против турок, и 14 июля 1535 года взял Ла-Гулетт и изгнал турок. 21 июля испанцы ворвались в город Тунис и устроили там резню, в которой погибли около 60 тысяч жителей. Была сожжена мечеть аз-Зейтуна и библиотека аль-Абдалийя. Итогом этой дорогостоящей авантюры стало то, что местный правитель, султан аль-Хасан из династии Хафсидов был вынужден признать Карла V своим сюзереном и выплачивать ему дань в размере 12 тысяч дукатов (около 140 тысяч золотых франков) в год, а на побережье была возведена крепость Голетта, в которой разместился испанский гарнизон. 6 августа 1535 года был подписан навязанный испанцами договор о протекторате. Население Туниса отказалось признавать договор о протекторате и подняло восстание против султана аль-Хасана.
В 1569 году бейлербей Алжира Улудж Али атаковал город Тунис по суше и захватил его и прилегающие районы; тунисский правитель укрылся в Голетте под защитой испанцев. Тунис был объявлен османским эйалетом (провинцией).
После того, как в 1571 году христианский флот наголову разбил османский в битве при Лепанто, в 1573 году Хуан Австрийский вторгся в Тунис и, возложив на свою голову корону этой страны, собирался приняться за реконкисту по образцу той, из которой в своё время родилась Португалия. Противодействие собственного брата, Филиппа II, вынудило его оставить эти планы.

## Боевые действия
В ходе битвы при Лепанто Улудж Али, грамотно расположив свои корабли и умело маневрируя, сумел не только удержаться на своём участке, но и захватить флагман Мальтийского Ордена. Когда стало очевидно, что турки проиграли сражение, Улудж Али смог отступить без особых потерь и собрать вокруг себя остатки османского флота (порядка 40 галер). На пути в Стамбул он продолжал собирать разрозненные корабли и к столице прибыл уже с 87 судами. В столице он преподнёс в дар султану штандарт Мальтийского ордена, захваченный на флагмане, за что был награждён титулом «Кылыч» (меч) и должностью адмирала османского флота.
Благодаря энергичным действиям Улудж Али, теперь известному как «Кылыч» Али-паша, турки уже к лету 1572 года получили новый флот, куда более мощный чем тот, что был потерян при Лепанто. В 1573 году, узнав о действиях Хуана Австрийского, Кылыч Али-паша решил отвоевать Тунис.
Перед тем, как отправиться в экспедицию, турки попытались получить помощь испанских мавров, предложив им вступить в союз с восставшими против Филиппа II протестантами Нидерландов. Более того, непосредственно в Нидерланды был направлен доверенный представитель Османской империи с целью предложить союз, направленный на нанесение комбинированного удара по Испании, но из этого ничего не вышло.
В 1574 году Кылыч Али-паша привёл к берегам Туниса флот из более чем 320 кораблей, на которых приплыла 40-тысячная армия под командованием Синан-паши. Вместе с сухопутными войсками из провинций Алжир, Триполи и Тунис эти силы атаковали город Тунис и крепость Голетта. Испанский гарнизон Голетты, насчитывавший 7 тысяч человек, будучи не в силах противостоять столь превосходящим силам, капитулировал 24 августа; 13 сентября был взят г. Тунис, что стало концом династии Хафсидов и испанского господства в этой части Северной Африки.

## Итоги и последствия
Турки сместили покорную испанцам Хафсидскую династию. Хуан Австрийский отплыл на помощь испанскому гарнизону из Сицилии, но опоздал вследствие шторма. Под его командованием находился будущий писатель Сервантес, по сведениям которого, пленённые в Голетте христиане закончили свою жизнь рабами на турецких галерах.
Потеря Туниса весьма расстроила христианский мир. Римский папа осудил испанцев за их неумелость и попросил испанского посла в Риме дона Хуана де Суньигу передать его сожаления испанскому монарху. Суньига открыто ругал Королевский совет Испании и «то, как они всем управляют».
Испанский король Филипп II, разрываясь между Северной Африкой и Нидерландами, хотя и не мог смириться с присутствием турок в непосредственной близости от собственного королевства, в качестве первоочередной задачи выбрал подавление протестантского мятежа в Нидерландах. Даже это было сложным и неимоверно дорогостоящим мероприятием, и в 1575 году Испания объявила себя банкротом. В 1580 году между Испанией и Османской империей был заключён мирный договор, после которого Испания сосредоточилась на североевропейских делах, а Османская империя — на войне с Персией.